# Heinrich (VI.) (HRR)

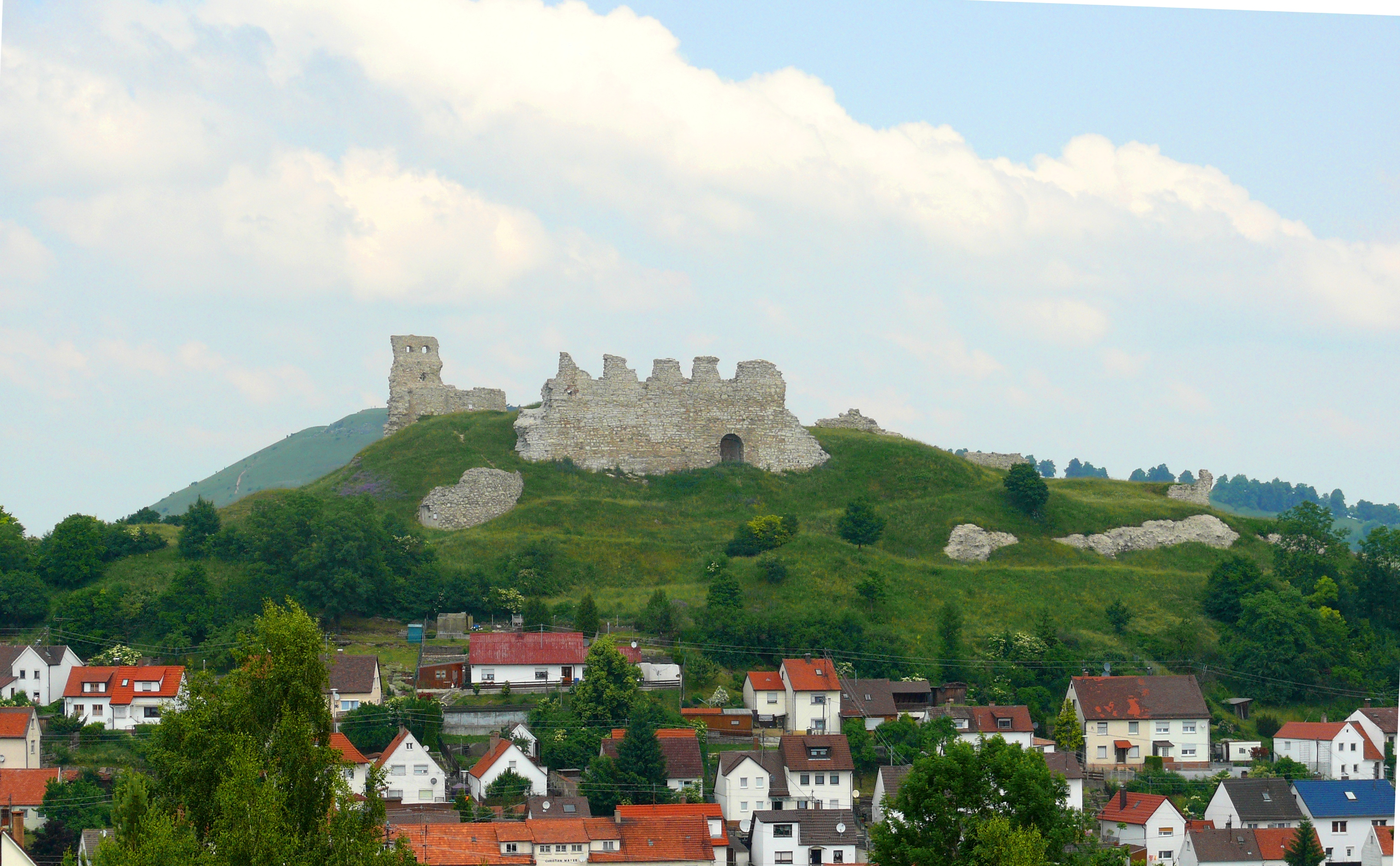
Burgruine Flochberg über dem gleichnamigen Ort, Schauplatz der Schlacht von 1150

Heinrich (* 1137; † 1150; eigentlich Heinrich-Berengar) war der älteste eheliche Sohn des römisch-deutschen Königs Konrad III. aus der Familie der Staufer. Seine Mutter war Gertrud von Sulzbach, römisch-deutsche Königin und eine Tochter des Grafen Berengar I. – daher der zweite Vorname.

## Leben
Heinrich (VI.) wurde bereits Pfingsten 1139 per procurationem (kraft Vollmacht) mit der höchstens sechs oder sieben Jahre alten Zsófia, Tochter von König Béla II. von Ungarn, verlobt; die Eheschließung erfolgte allerdings nicht und Zsófia trat in das Kloster Admont, seinerzeit „durch seinen Anschluss an die Hirsauer Reform […] ei[n] spirituelle[s] Zentrum ersten Ranges und Reformmittelpunkt für den österreichischen und bayerischen Raum“, als Nonne ein, wo sie auch starb.
Heinrichs Vater ließ ihn im März 1147 auf einem Reichstag in Frankfurt am Main zum Mitkönig wählen und am 30. März (Sonntag Laetare) in Aachen krönen.
Während der Abwesenheit seines Vaters, Konrad III., zwischen Juni 1147 bis Mai 1149 auf dem Zweiten Kreuzzug übernahm der etwa Zehnjährige Heinrich formal die Regierungsgeschäfte im Reich, wobei er sich der zurückgebliebenen Kräfte der Kanzlei seines Vaters bedienen konnte. Unterstützt wurde er hier vornehmlich durch den Notar Heinrich von Wiesenbach und den Abt Wibald von Stablo und Corvey; insbesondere die herausgehobene Stellung Heinrichs von Wiesenbach führte zu seiner Bezeichnung als Magister bzw. Protonotar. Überliefert sind aus der kurzen Zeitspanne nur neun – davon im vollen Wortlauf nur acht – Briefe, allerdings keine Diplome oder Mandate.
In einem wohl noch Anfang Juni 1147 verfassten Brief (Nr. 1) an Papst Eugen III. bittet Heinrich „entsprechend der Weisung seines auf dem Kreuzzug befindlichen Vaters um seinen Schutz“. Ende Juni 1147 (Nr. 2) schreibt Heinrich an Abt Wibold von Corvey und lobt ihn „ob seiner Verdienste um das Reich, erbittet sich weiterhin seinen Rat und nimmt den von ihm geschenkten Zelter an.“. In der zweiten Jahreshälfte des Jahres 1147 (Nr. *3) informiert Heinrich seinen Vater, dass es zum „Abschluß eines befristeten Vertrages mit seinem Oheim (Herzog Friedrich von Schwaben) über gewisse Burgen, Dienstleute und Allodialgüter“ gekommen sei.
Die Briefe 1, 2 und 4, 5, 6, 7, 8, 9, 10 und 11 finden sich als Abschriften aus der Mitte des 12. Jahrhunderts in Wibalds Briefbuch.

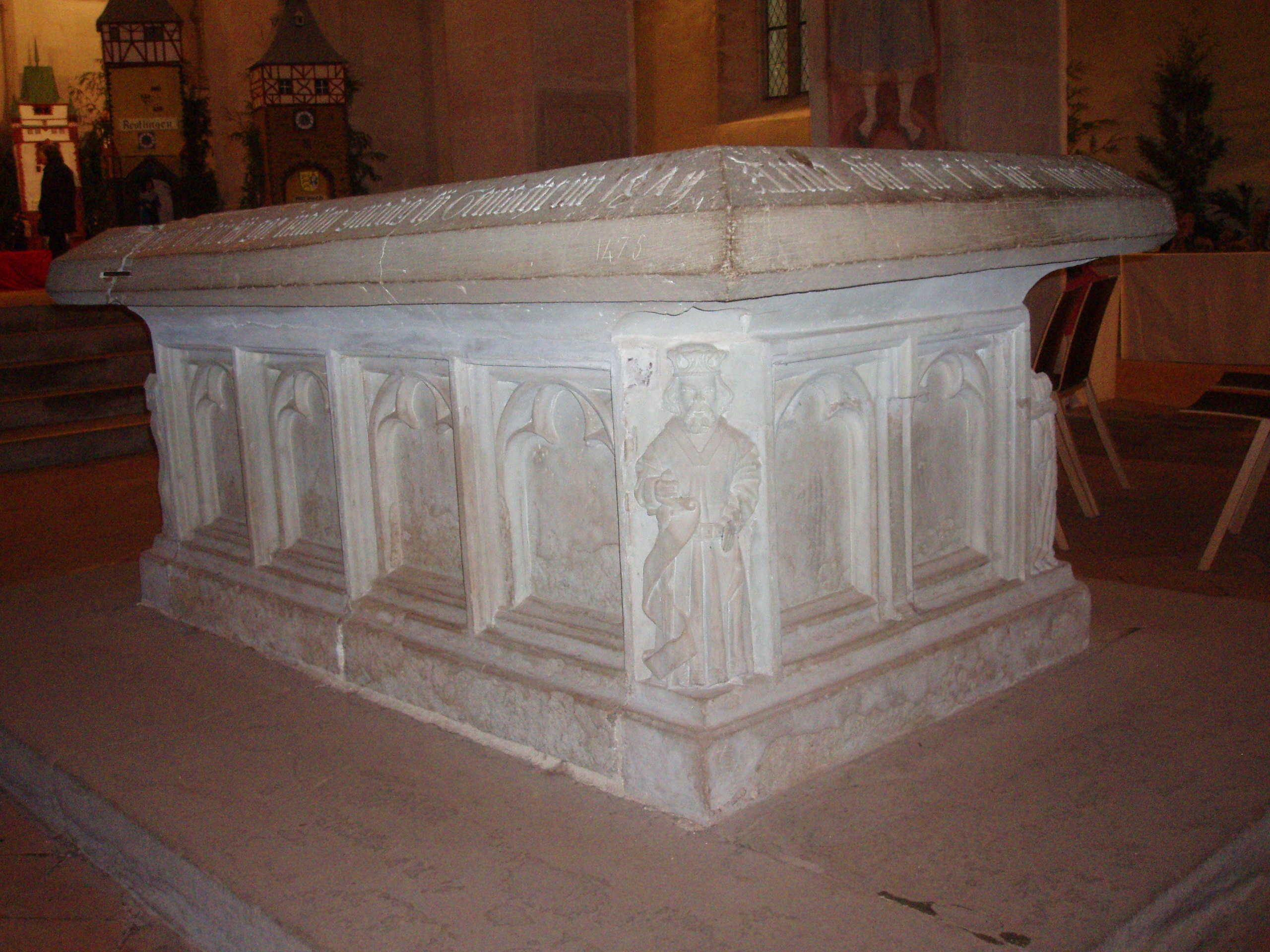
Heinrichs (VI.) sterbliche Überreste liegen wahrscheinlich in einer Gruft unter der Staufertumba im Mittelschiff der Kirche vom Kloster Lorch.

Heinrich, der nach dem Salierkönig und -kaiser Heinrich V. der sechste König mit diesem Namen war, wurde von Konrad III. systematisch als Nachfolger aufgebaut. So wurde er in Briefen an Kaiser Manuel von Byzanz und dessen Frau Irene als Sieger der Schlacht bei Flochberg am 8. Februar 1150 hervorgehoben.
Der junge König starb jedoch noch im selben Jahr, zwei Jahre vor seinem Vater, und wurde vermutlich im Kloster Lorch beigesetzt. Friedrich Hausmann gibt als terminus post quem einen Zeitpunkt „bald nach dem 20. April“ an.
Nach dem Dialogus de vita sancti Ottonis episcopi Babenbergensis des Herbord von Michelsberg befand sich Prinzessin Zsófia von Ungarn auf der Reise nach Deutschland, als sie sich auf Weisung des Königs in das Kloster Admont begab, um dort die Zeit bis zur Hochzeit mit Heinrich (VI.) zu verbringen; in dieser Phase starb sowohl ihr Bräutigam als auch ihr Vater und sie habe sich freiwillig zum Klostereintritt entschieden. Ingrid Roitner hält hier die Darstellung der Vita Gebehardi unter Hinzuziehung der aus dieser Zeit überlieferten Briefe für plausibler, wonach Konrad III. für Zsófia zunächst Regensburg als ihren Aufenthaltsort bestimmt hatte, der dortige Burggraf von Regensburg, Heinrich III. aus dem Geschlecht der Babonen, hätte ihren Hausrat aber teils in Besitz genommen und teils verpfändet. Nach Ingrid Roitner habe durch die staufisch-babenbergisch-Die přemyslidische Allianz und eine byzantinisch-deutsche Annäherung die Verlobung Sophias mit Heinrich an Wert verloren, weshalb sie vor die Wahl gestellt gewesen sei, „in ein Kloster zu gehen oder als verschmähte Braut nach Ungarn zurückzukehren“.
Da Heinrich (VI.) nur ein Mitkönig war, der seinen Vater nicht überlebte, wurde seine römische Sechs von der Nachwelt eingeklammert. Er ist nicht zu verwechseln mit dem späteren Kaiser Heinrich VI. Als Sprechweise wird deshalb „Heinrich der Klammersechste“ verwendet.
Heinrichs Bruder war der Ende 1144/1145 geborene Friedrich von Rothenburg, Herzog von Schwaben, der bereits 1167 in Rom starb und im Zisterzienserkloster Ebrach bestattet ist.